# 胡洪 (1969年)
胡洪（1969年5月—），男，汉族，江苏南京人，中华人民共和国政治人物。

## 生平
1991年4月加入中国共产党，1991年江苏工学院工业电气自动化专业本科毕业。1991年起在江苏省南京高新技术开发总公司、江苏省南京高新技术产业开发区管委会任职。
2000年11月，任江苏省江浦县副县长；2002年7月，江浦县和浦口区合并为浦口区，任江苏省南京市浦口区副区长。2006年6月，任江苏省南京市浦口区委常委、常务副区长。2010年7月，任江苏省南京市浦口区委常委，南京高新技术产业开发区管委会常务副主任、党工委副书记，南京高新技术经济开发总公司总经理。2011年6月，任江苏省南京市秦淮区委副书记、代区长，2012年3月，正式当选为江苏省南京市秦淮区区长。2014年7月，兼任南部新城开发建设管委会主任、党组书记。
2015年9月起任江苏省对口支援西藏拉萨市前方指挥部总指挥、党委书记。援藏期间，任西藏拉萨市委副书记、常务副市长。2018年9月，结束援藏，任江苏省南京市副市长。
2019年12月，任广东省广州市委常委。2020年1月，任广东省广州市委常委、副市长。2021年2月至同年10月，任广东省惠州市委书记。2021年10月，任广东省人民政府副秘书长。